# Ếch cây sần nhỏ lưng xanh
Ếch cây sần nhỏ lưng xanh (danh pháp hai phần: Kurixalus viridescens) là một giống ếch cây sần nhỏ thuộc họ Rhacophoridae. Đây là một loài động vật đặc hữu của Việt Nam.

## Đặc điểm nhận dạng
Loài này có kích thước trung bình, con đực nhỏ hơn con cái. Kích thước của con cái từ 2,87 cm - 3,66 cm ( chiều dài được tính từ mút mõm đến hậu môn ). Chiều dài đầu ( từ mút mõm đến góc sau hàm dưới ) chiếm 13,4 % - 36,9 % chiều dài thân. Chiều dài đầu ngắn hơn chiều thân từ 13,8 % - 38 %. Mõm nhỏ, chiếm khoảng 5,2 % - 14,3 % so với chiều dài thân. Các giác bám hình đĩa rất rõ, đây là điểm đặc trưng của các loài ếch sống trên cây. Mút mõm khá nhọn, da trên lưng của con cái có màu lục nhạt, đồng nhất và không có đốm khác màu. Đây là một trong các đặc điểm đặc trưng của ếch cây sần nhỏ lưng xanh, vì hầu hết các loài thuộc chi Kurixalus đều cùng có màu nâu xám. Ở một số các cá thể đực có phần đỉnh đầu hình tam giác màu xám và phần da lưng có màu xanh và màu nâu nhạt không đồng nhất. Mặt bụng màu vàng chanh nhạt, cùng màu với mặt dưới của giác bán ở cả chân trước và chân sau. 

## Sinh học, sinh thái
Sống ở độ cao từ 1,3 km trở lên ở các khu rừng thường xanh trên những vùng núi cao. Thường xuất hiện vào mùa mưa và sau các cơn mưa lớn để kiếm ăn và giao phối và bám trên lá cây hoặc các mảng rêu trên vách đá ở độ cao 1,5 km (so với mực nước biển).

## Phát hiện và đặt tên
Các mẫu vật được các nhà khoa học thu thập tại Vườn quốc gia Bidoup Núi Bà tỉnh Lâm Đồng và Khu bảo tồn thiên nhiên Hòn Bà tỉnh Khánh Hòa. Tên của loài được đặt do đặc điểm khác với các loài cùng chi chủ yếu do màu da lưng: trong khi các loài khác có màu từ ghi tới nâu thì loài này lại có màu xanh biếc thuần khiết. Đây là loài thứ 7 thuộc chi Kurixalus và thứ 63 thuộc họ Ếch cây được phát hiện tại Việt Nam.

## Phân bố
Phân bố tại Khu bảo tồn thiên nhiên ở Hòn Bà ở tỉnh Khánh Hòa và vườn quốc gia Bidoup Núi Bà ở tỉnh Lâm Đồng.